# 仁让里乡
仁让里乡，是中华人民共和国河北省邢台市新河县下辖的一个乡镇级行政单位。

## 行政区划
仁让里乡下辖以下地区：
仁让里村、徐十户村、杨十户村、后良家庄村、前良家庄村、中良家庄村、东良家庄村、东边仙村、西边仙村、和艾村、北冯召村、南冯召村、台家庄村、袁家庄村、宋家寨村、辛章村、黄家庄村、董家庄村、东千家庄村、西千家庄村、牙家寨村、九柳村、后沙洼村、前沙洼村、张家尧村、南小寨村、西高家庄村和东高家庄村。